# Call and response
Call and response (dosł. zawołanie i odpowiedź) to seria dwóch odrębnych fraz muzycznych, zazwyczaj granych przez różnych muzyków, w której druga fraza stanowi bezpośredni komentarz lub odpowiedź na pierwszą. Stanowi podstawowy element formy muzycznej wielu różnych gatunków muzycznych.
Od czasów sprzed Średniowiecza w europejskich kościołach podczas mszy stosowane są wzory oparte na tej zasadzie, nawiązujące do klasycznych greckich form teatralnych i oratoryjnych, co znajduje swoje odzwierciedlenie w formach takich jak antyfonia i responsorium.
W kulturach Afryki Subsaharyjskiej forma zawołania i odpowiedzi jest powszechnie stosowana w procesie demokratycznego, grupowego podejmowania decyzji podczas zgromadzeń publicznych, kiedy omawiane są sprawy obywatelskie, podczas rytuałów religijnych, jak również podczas wykonywania muzyki wokalnej i instrumentalnej. Tą tradycję afrykańscy niewolnicy przynieśli ze sobą do Nowego Świata i na przestrzeni wieków przeniknęła ona do rozmaitych form kultury, obrządków religijnych, zgromadzeń publicznych, wydarzeń sportowych, wierszyków dla dzieci, a szczególnie do takich gatunków muzycznych jak gospel, blues, rhythm and blues, rock and roll, czy jazz.
Powszechnie jest też stosowana w muzyce kubańskiej, folkowej, klasycznej, szantach, w pieśniach śpiewanych przy pracy, w wojsku i w utworach tanecznych różnych krajów europejskich, w tym we Francji (szczególnie w Bretanii) i na Wyspach Owczych.
Zjawisko call and response jest też powszechne we współczesnej muzyce rozrywkowej Zachodu, głównie z powodu znacznych wpływów afrykańskich. Można je zaobserwować w utworach takich jak "My Generation" zespołu The Who, "Black Dog" zespołu Led Zeppelin czy "Fairytale of New York" zespołu The Pogues.